# 南灣角

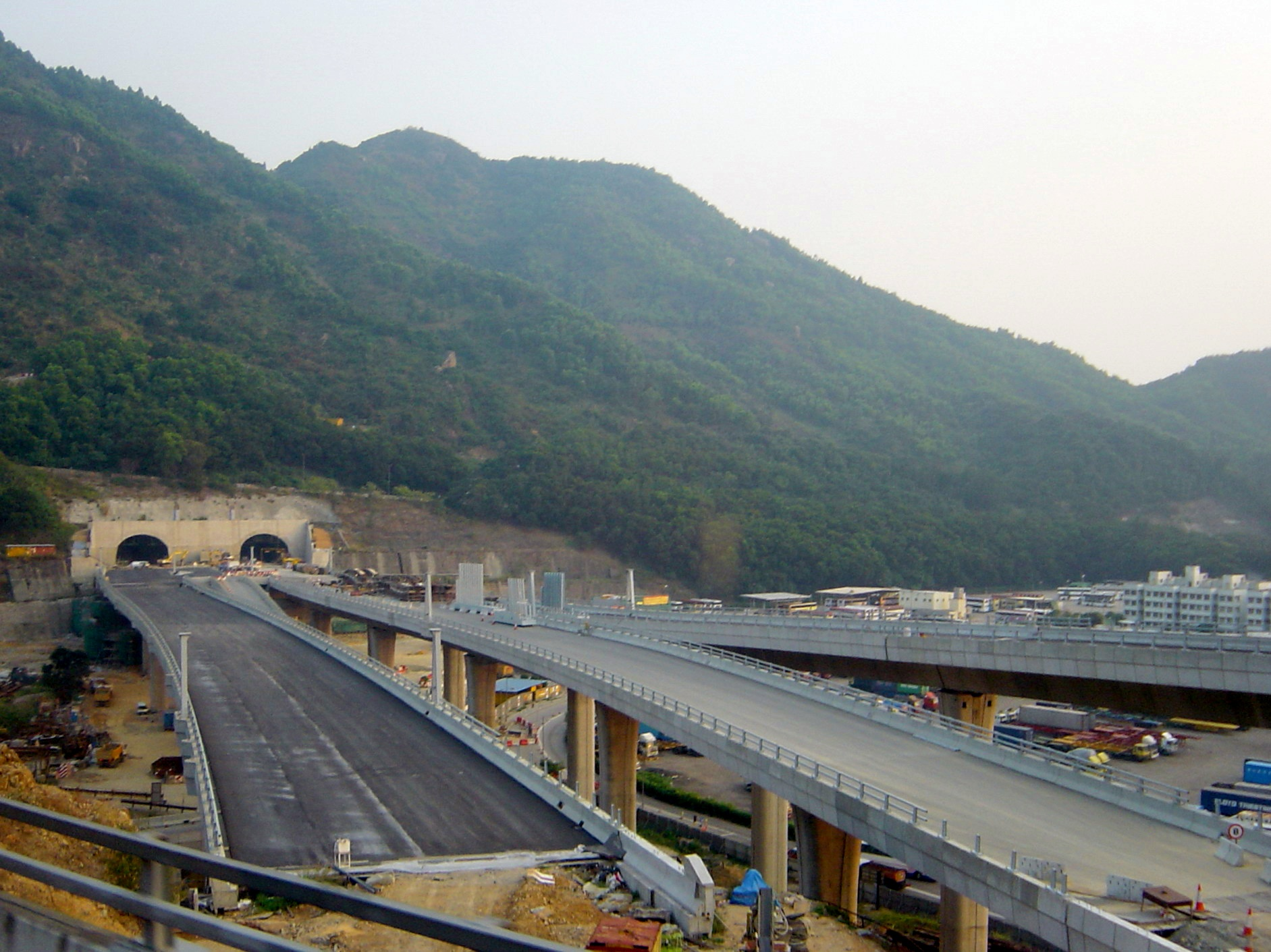
南灣隧道青衣西入口。圖為2006年12月建築中。

南灣角（英語：Nam Wan Kok）是香港一個昔日海角，位於新界青衣島東南部，南環和春花落之間，目前為葵青貨櫃碼頭9號碼頭的所在地。此外，南灣隧道及昂船洲大橋亦於此處交匯。